# Censo uruguayo de 2023
El Censo de Población, Hogares y Viviendas 2023, o simplemente Censo 2023, es el censo de población que se realizó en Uruguay en 2023. Fue realizado por el Instituto Nacional de Estadística.
Este censo fue un censo de derecho y se pudo realizar de forma virtual mediante un cuestionario.
Estos son algunos de los productos generados a partir del Censo 2023 y que el INE ha disponibilizado a todos los usuarios:
- Microdatos

- Visualizador con información a nivel de departamentos, Municipios y localidades sobre su tamaño poblacional, estructura por sexo y edad, característica de las viviendas, características de los hogares y de las personas

- Infografías departamentales

- Informe sobre la evolución demográfica reciente del Uruguay

- Estimaciones Intercensales y Proyecciones de población

- Documento Metodológico del Censo 2023

- Marco de Zonas Censales

- Cartografía Censal

- Informe de la Encuesta de Evaluación Censal

## Etapas

### Censo digital
La primera etapa denominada censo digital comenzó el 29 de abril. A partir de allí, la población pudo acceder al sitio web y completar el formulario de cada integrante de su vivienda de forma autónoma desde cualquier dispositivo (celular, computadora o tableta). El Censo 2023 logró una incidencia de respuesta web por encima del 60%, siendo el más alto a nivel regional. 

### Censo presencial
Una vez finalizada la fase del censo digital, se realizó una etapa presencial en la cual se visitaron los hogares solicitando el código de finalización del trámite digital, en caso de no contar con dicho código se procedió de manera presencial.